# Jordi Hereu i Boher
Jordi Hereu i Boher (Barcelona, 14 juni 1965) is een voormalig Spaans burgemeester. Hereu was van september 2006 tot juli 2011 burgemeester van Barcelona.
Hereu studeerde marketing aan de ESADE Business School van de stad en was later betrokken bij intermodale logistieke activiteiten voor de haven van Barcelona, waarin de gemeente een van de grootste aandeelhouders is. Hij is achtereenvolgens aangesteld om de districten Sant Andreu, Les Corts en Gràcia te besturen voor de gemeente Barcelona. Hereu werd gemeenteraadslid voor veiligheid en mobiliteit in 2003. Op 30 augustus 2006 werd hij voorgedragen als de toekomstige burgemeester van Barcelona als opvolger van Joan Clos i Matheu, nadat deze werd benoemd tot minister van Industrie. Hereu werd ingehuldigd op 7 september. Hij vormde een minderheidsraad met de partij ICV na de verkiezingen van mei 2007.
Hereu is getrouwd, heeft twee kinderen en heeft een MBA.